# Sideman Serenade
| Recensione | Giudizio |
| ---------- | -------- |
| AllMusic   |          |

Sideman Serenade è un album di David Bromberg, pubblicato dalla Rounder Records nel 1989.

## Tracce
1. Mobile Lil the Dancing Witch – 3:54 (Ivy Jo Hunter, William Stevenson) – Registrato al Streeterville Studios di Chicago, Illinois
2. Testify – 6:36 (David Bromberg) – Registrato al Colorado Sound di Westminster, Colorado
3. Sideman's Samba – 3:03 (David Bromberg) – Registrato al Streeterville Studios di Chicago, Illinois
4. Midnight Hour Blues – 5:28 (Leroy Carr) – Registrato al Streeterville Studios di Chicago, Illinois
5. Top of the Slide – 3:59 (David Bromberg) – Registrato al Streeterville Studios di Chicago, Illinois
6. Save The Last Dance for Me – 4:01 (Doc Pomus, Mort Shuman) – Registrato al Groovemasters di Santa Monica, California
7. Watch Baby Fall – 3:42 (David Bromberg) – Registrato al Streeterville Studios di Chicago, Illinois
8. Long Tall Mama – 3:00 (Big Bill Broonzy) – Registrato al Nevessa Studios di Woodstock, New York
9. Come All You Fair and Tender Maidens – 3:50 (Tradizionale, arr. David Bromberg, Gene Johnson, Jeff Wisor, Robert Amiot) – Registrato al Streeterville Studios di Chicago, Illinois

Durata totale: 37:33

## Musicisti
Mobile Lil the Dancing Witch
- David Bromberg - chitarra slide, voce
- Tommy Dziallo - chitarra ritmica
- Chris Cameron - organo, assistente alla produzione
- Bob Lizik - basso
- Jim Hines - batteria
- Jo Pusateri - percussioni
- Nancy Bromberg - accompagnamento vocale
- Robin Robinson - accompagnamento vocale
- Francine Smith - accompagnamento vocale
- Cynthia E. Harrell-Vaughn - accompagnamento vocale

Testify
- David Bromberg - voce solista
- Chris Daniels - voce solista, accompagnamento vocale, assistente alla produzione (Chris Daniels and the Kings)
- Randy Barker - chitarra solista (Chris Daniels and the Kings)
- Tom Capek - organo (Chris Daniels and the Kings)
- Forrest Means - tromba (Chris Daniels and the Kings)
- Jim Wadell - sassofono alto (Chris Daniels and the Kings)
- Robert Zuckerman - sassofono baritono (Chris Daniels and the Kings)
- Milt Muth - basso (Chris Daniels and the Kings)
- Joey DeLauro - batteria (Chris Daniels and the Kings)
- Nancy Bromberg - accompagnamento vocale
- Jessy Dixon - accompagnamento vocale (The Jessy Dixon Singers)
- Annette Rosel Lenox - accompagnamento vocale (The Jessy Dixon Singers)
- Kelvin Maurice Lenox - accompagnamento vocale (The Jessy Dixon Singers)
- Audrey Gaston Ramey - accompagnamento vocale (The Jessy Dixon Singers)
- Elsa R. Harris - accompagnamento vocale (The Jessy Dixon Singers)

Sideman's Samba
- David Bromberg - chitarre
- Howard Levy - pianoforte, assistente alla produzione
- Eric Hochberg - basso
- Alejo Poveda - batteria, percussioni

Midnight Hour Blues
- David Bromberg - chitarra, voce
- Mac Rebennack (Dr. John) - pianoforte

Top of the Slide
- David Bromberg - chitarra acustica, dobro, voce
- Gene Johnson - mandolino, accompagnamento vocale
- Jeff Wilsor - fiddle
- Bob Rans - pianoforte
- Mickey Raphael - armonica
- Dan Spears - basso
- Billy Gene English - batteria
- Jo Pusateri - percussioni
- Robert Butch Amiot - accompagnamento vocale

Save The Last Dance for Me
- David Bromberg - chitarra slide, voce solista
- David Lindley - chitarra ritmica, chitarra slide
- Jackson Browne - chitarra ritmica, accompagnamento vocale
- Walfredo Reyes - basso
- Jorge Calderon - batteria

Watch Baby Fall
- David Bromberg - chitarra, voce
- Gene Johnson - mandolino
- Mickey Raphael - armonica
- Chris Cameron - pianoforte
- Dan Spears - basso
- Billy Gene English - batteria

Long Tall Mama
- David Bromberg - chitarra, voce
- Jorma Kaukonen - chitarra
- John Sebastian - armonica

Come All You Fair and Tender Maidens
- David Bromberg - chitarra, voce
- Gene Johnson - mandolino, voce
- Jeff Wilson - fiddle, voce
- Robert Butch Amiot - basso

Note aggiuntive
- David Bromberg e Jim Tullio - produttori
- Jay Shilliday - ingegnere del suono (Streeterville Studios di Chicago, Illinois)
- Justin Neibank - mixaggio (Streeterville Studios di Chicago, Illinois)
- Kevin Clock - ingegnere del suono (Colorado Sound di Westminster, Colorado)
- James Geddes - ingegnere del suono (Groovemasters di Santa Monica, California)
- Chris Andersen - ingegnere del suono (Nevesia? Studios di Woodstock)[2]